# 카스틸리오네데이페폴리

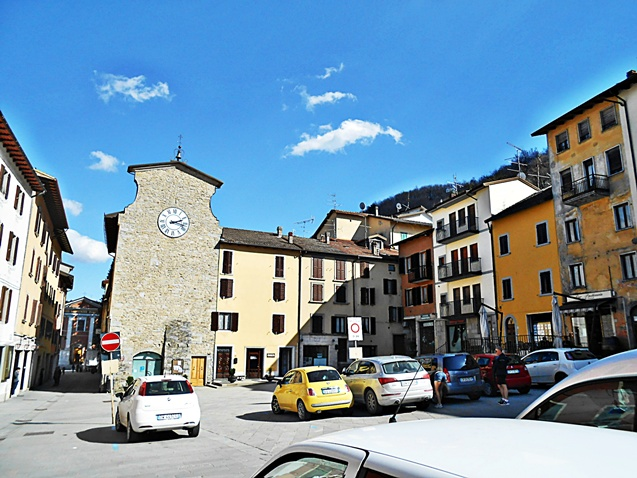

카스틸리오네데이페폴리(이탈리아어: Castiglione dei Pepoli)는 이탈리아 에밀리아로마냐주 볼로냐현에 위치한 코무네로 면적은 65.8km2, 높이는 691m, 인구는 5,739명(2014년 12월 31일 기준), 인구 밀도는 87명/km2이다. 볼로냐에서 남서쪽으로 약 40km 정도 떨어진 곳에 위치한다.

## 자매 도시
- 프랑스 노장쉬르마른